# پیمان فونتن‌بلو (۱۶۷۹)

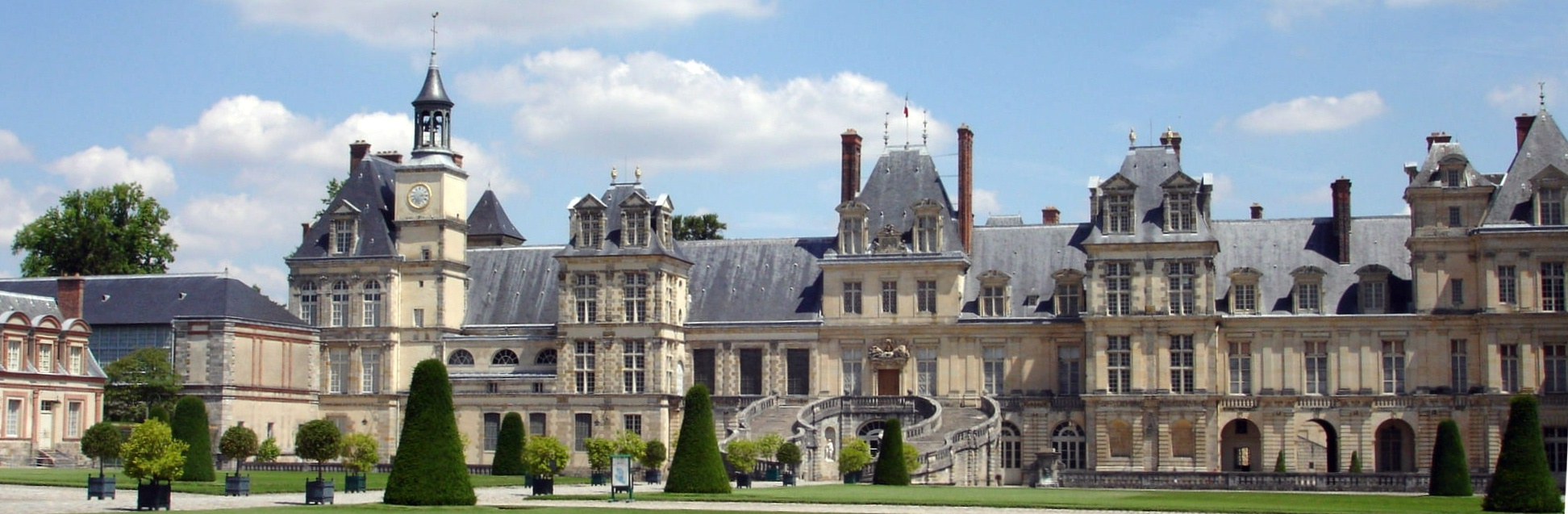
کاخ فونتن‌بلو

پیمان فونتن‌بلو که در ۲۳ اوت لغایت ۲ سپتامبر ۱۶۷۹ در کاخ فونتن‌بلو در فرانسه امضا شد، به خصومت بین دانمارک-نروژ و امپراتوری سوئد در جنگ اسکونه پایان داد. دانمارک، تحت فشار فرانسه، تمام فتوحات انجام شده در طول جنگ را به نوبه خود برای «غرامت ناچیز» به سوئد بازگرداند. این معاهده در پیمان صلح لوند بعدی تأیید، تفصیل و اصلاح شد.